# Autreville-sur-la-Renne
Pour les articles homonymes, voir Autreville et Renne (homonymie).
Autreville-sur-la-Renne est une commune française du canton de Châteauvillain, située dans le département de la Haute-Marne en région Grand Est, à 14 km de Chaumont près de la source de la Renne.

## Géographie

### Localisation
Autreville-sur-la-Renne est située sur la Renne, affluent de l'Aujon. Lors du recensement en 2006, la population était de 486 habitants. La commune est composée des villages de Valdelancourt, Saint Martin, Lavilleneuve-au-Roi et Autreville. Le 1er janvier 2012, Lavilleneuve-au-Roi est rétablie (défusionne).

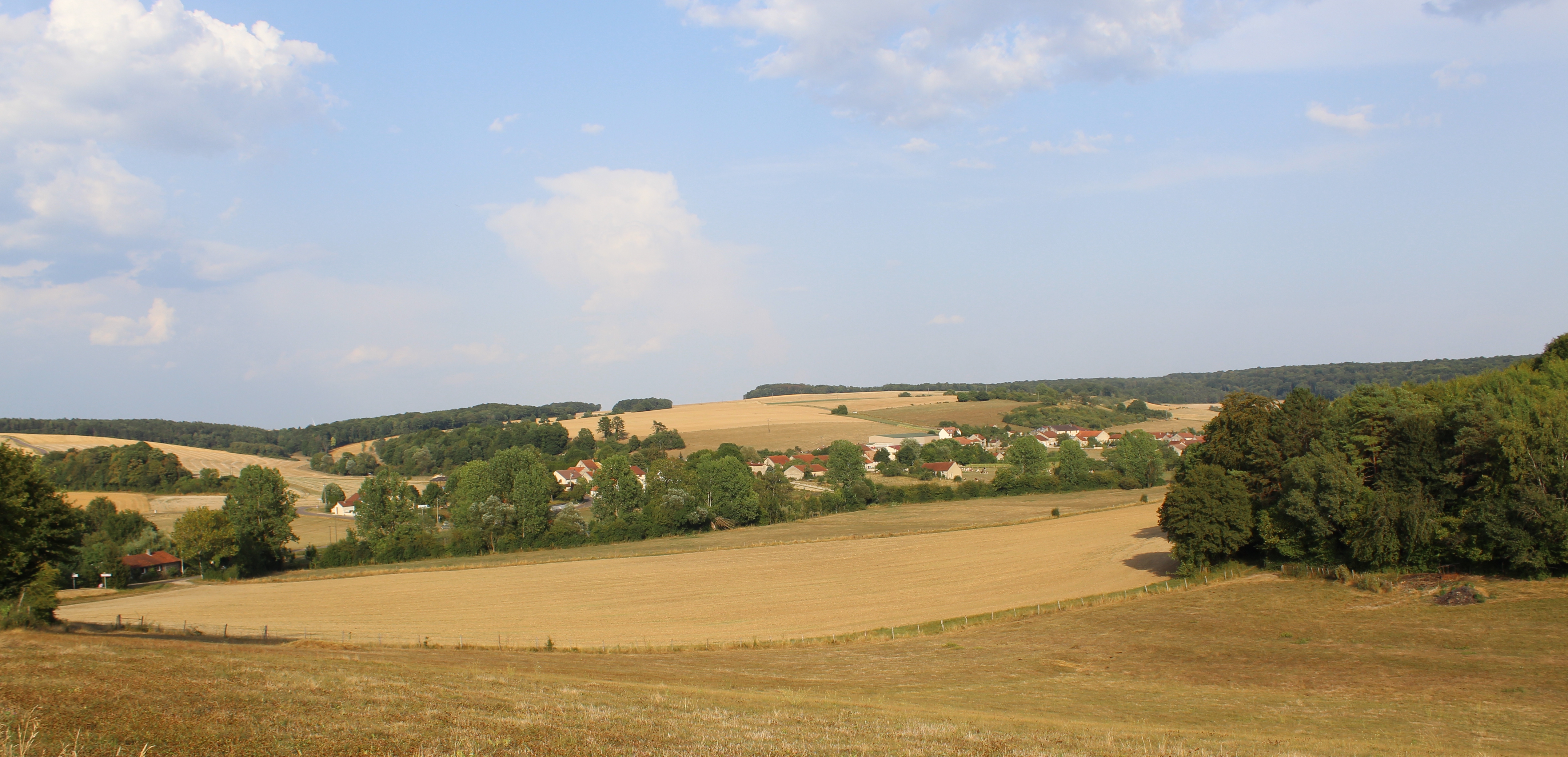
Panorama de Saint-Martin-sur-la-Renne, niché au fond de la vallée de la Renne.

### Hydrographie
La commune est dans la région hydrographique « la Seine de sa source au confluent de l'Oise (exclu) » au sein du bassin Seine-Normandie. Elle est drainée par la Renne, le Fossé 01 de Montanvau, le Fossé 01 du Moulin à Vent, le Fossé 01 du Val Priot et le Fossé 05 de la Garenne,.
La Renne, d'une longueur de 20 km, prend sa source dans la commune  et se jette  dans l'Aujon à Rennepont, après avoir traversé quatre communes.

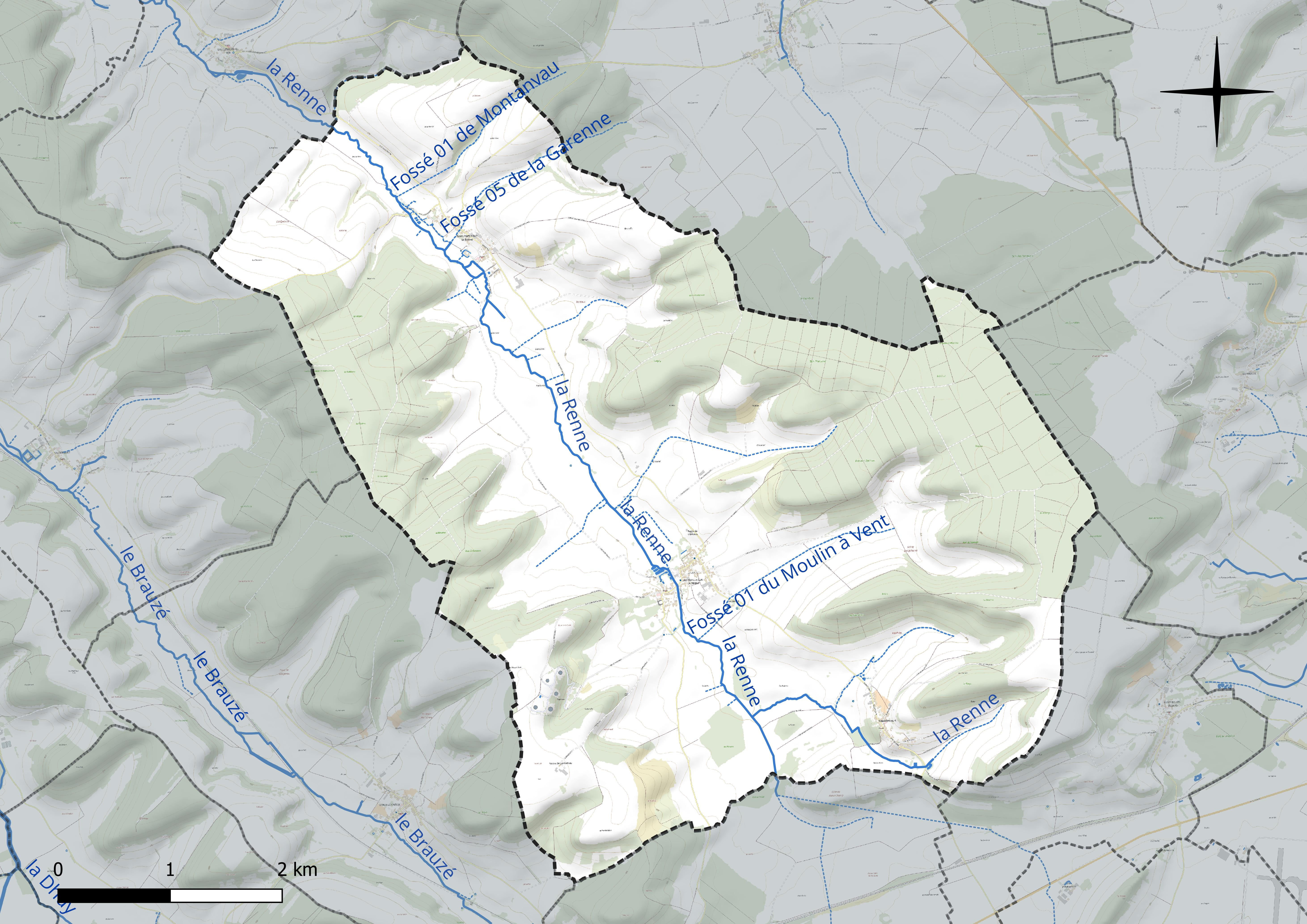
Réseau hydrographique d'Autreville-sur-la-Renne.

### Climat
Pour des articles plus généraux, voir Climat du Grand Est et Climat de la Haute-Marne.
En 2010, le climat de la commune est de type climat des marges montargnardes, selon une étude du Centre national de la recherche scientifique s'appuyant sur une série de données couvrant la période 1971-2000. En 2020, Météo-France publie une typologie des climats de la France métropolitaine dans laquelle la commune est exposée à un climat océanique altéré et est dans la région climatique Lorraine, plateau de Langres, Morvan, caractérisée par un hiver rude (1,5 °C), des vents modérés et des brouillards fréquents en automne et hiver.
Pour la période 1971-2000, la température annuelle moyenne est de 10,2 °C, avec une amplitude thermique annuelle de 15,9 °C. Le cumul annuel moyen de précipitations est de 926 mm, avec 13 jours de précipitations en janvier et 9 jours en juillet. Pour la période 1991-2020, la température moyenne annuelle observée sur la station météorologique de Météo-France la plus proche, « Cunfin_sapc », sur la commune de Cunfin à 25 km à vol d'oiseau, est de 11,0 °C et le cumul annuel moyen de précipitations est de 900,4 mm. 
La température maximale relevée sur cette station est de 41 °C, atteinte le 31 juillet 1983 ; la température minimale est de −21 °C, atteinte le 17 janvier 1985,,.
Les paramètres climatiques de la commune ont été estimés pour le milieu du siècle (2041-2070) selon différents scénarios d'émission de gaz à effet de serre à partir des nouvelles projections climatiques de référence DRIAS-2020. Ils sont consultables sur un site dédié publié par Météo-France en novembre 2022.

## Urbanisme

### Typologie
Au 1er janvier 2024, Autreville-sur-la-Renne est catégorisée commune rurale à habitat dispersé, selon la nouvelle grille communale de densité à sept niveaux définie par l'Insee en 2022.
Elle est située hors unité urbaine. Par ailleurs la commune fait partie de l'aire d'attraction de Chaumont, dont elle est une commune de la couronne,. Cette aire, qui regroupe 112 communes, est catégorisée dans les aires de 50 000 à moins de 200 000 habitants,.

### Occupation des sols
L'occupation des sols de la commune, telle qu'elle ressort de la base de données européenne d’occupation biophysique des sols Corine Land Cover (CLC), est marquée par l'importance des territoires agricoles (57,7 % en 2018), une proportion sensiblement équivalente à celle de 1990 (57,4 %). La répartition détaillée en 2018 est la suivante : 
terres arables (46,2 %), forêts (40,7 %), prairies (11,4 %), zones urbanisées (1,7 %). L'évolution de l’occupation des sols de la commune et de ses infrastructures peut être observée sur les différentes représentations cartographiques du territoire : la carte de Cassini (XVIIIe siècle), la carte d'état-major (1820-1866) et les cartes ou photos aériennes de l'IGN pour la période actuelle (1950 à aujourd'hui).

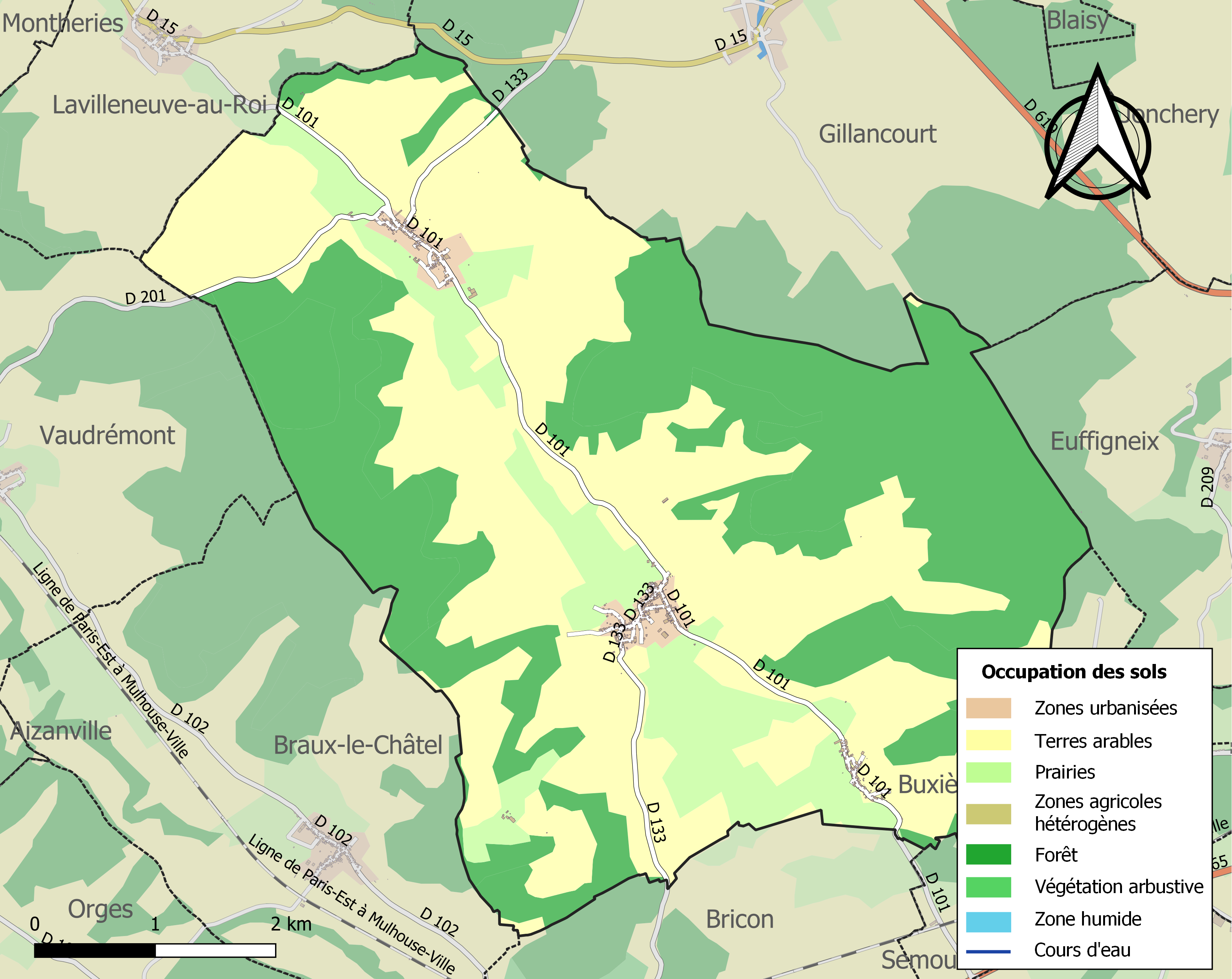
Carte des infrastructures et de l'occupation des sols de la commune en 2018 (CLC).

## Toponymie
Saint-Martin-sur-la-Renne et de Valdelancourt ont fait l'objet, en 1972, d'une fusion pour intégrer la commune d'Autreville-sur-la-Renne.
Le nom de la localité est attesté sous les formes « In pago sive comitatu Barrinse, et in loco qui Altera villa nuncupatur, ubi fluviolus qui Aderen voc… » (886) ; Altrivilla (1208) ; Autreville (1251) ; Autreville-le-Prevoire (1265) ; Aultreville (1503) ; L'Autreville (1690).

L'étymologie de la première partie du toponyme pourrait issue de l'adjectif latin altera (« autre »). L'hypothèse que des noms en -ville ou en -court puissent être forgés sur des adjectifs (cas de figure certes rare mais néanmoins possible, notamment sur des terres fiscales où la dénomination du lieu ne pouvait pas s'inspirer du nom du propriétaire) n'est envisagée qu'en cas d'évidence.
La Renne est un cours d'eau naturel non navigable. Il prend sa source dans l'ancienne commune de  Valdelancourt, traverse Autreville et se jette dans L'Aujon au niveau de la commune de Rennepont.
.

## Histoire
Son église au cœur du village, dédié à saint Pierre, a été construite en 1835.
En 1789, Autreville dépendait pour le spirituel du doyenné de Châteauvillain au diocèse de Langres. Son église était sous le patronage de l'évêque.
Pour le temporel, Autreville faisait partie de l'élection et de la prévôté de Chaumont. La seigneurie était partagée entre plusieurs laïques. Il y avait deux justices seigneuriales : l'une ressortissait de Chaumont, l'autre du bailliage ducal de Châteauvillain. Clairvaux y avait aussi des droits féodaux. Ce village dans lequel l’évêque Michel Boudet tint un synode en 1517 est ancien et on y a trouvé il y a fort longtemps un Tibère d'or. Dès le IXe siècle, Autreville portait le nom de «Altre Millana in Pago Ramense ». En 886, Charles III le Gros le donna au comte bénéficiaire de Bar.
Au XIIIe siècle, la seigneurie était déjà divisée mais le fief principal appartenait à la maison de Choiseul qui le posséda jusqu'à la fin du XVIIe siècle. En 1266, Jean Ier de Choiseul donna à l'abbaye de Clairvaux, des hommes et des terres de ce fief pour l'entretien d'un moine. En 1646, Les Sommièvre succédèrent aux Choiseul. Pierre de Sommièvre vendit ses droits à Louis Perret, maître des eaux et forêts, l'un des frères du lieutenant-général de Chaumont. Ce dernier possesseur du fief dominant fut Gabriel Poisson de Malvoisin, maréchal de camp. Les templiers avaient également des possessions à Autreville.
La marquise de Pompadour, contre de nombreux services rendus à Louis XV, se vit offrir le château du village qui porte aujourd'hui encore son nom. Plus vieux encore le pont qui enjambe la Renne construit au début du XVIIe siècle.
En 1833, le village d'Autreville sur la Renne comptait 623 habitants, mais l'épidémie de choléra de 1854 y fit de cruelles victimes.
Peu après, un industriel d'origine italienne, Victor Durigello, ouvrit une usine de production de pâtes alimentaires. Cette fabrique employait une vingtaine de personnes. Cette dernière a été fermée en 1938.

## Politique et administration
| Période | Période  | Identité        | Étiquette | Qualité |
| ------- | -------- | --------------- | --------- | ------- |
| 2001    | 2014     | Dominique Vella |           |         |
| 2014    | En cours | Patrice Closs   |           |         |

## Population et société

### Démographie

#### Évolution démographique
L'évolution du nombre d'habitants est connue à travers les recensements de la population effectués dans la commune depuis 1793. Pour les communes de moins de 10 000 habitants, une enquête de recensement portant sur toute la population est réalisée tous les cinq ans, les populations de référence des années intermédiaires étant quant à elles estimées par interpolation ou extrapolation. Pour la commune, le premier recensement exhaustif entrant dans le cadre du nouveau dispositif a été réalisé en 2008.

En 2022, la commune comptait 376 habitants, en évolution de −3,34 % par rapport à 2016 (Haute-Marne : −4,62 %, France hors Mayotte : +2,11 %).
| 1793 | 1800 | 1806 | 1821 | 1831 | 1836 | 1841 | 1846 | 1851 |
| ---- | ---- | ---- | ---- | ---- | ---- | ---- | ---- | ---- |
| 469  | 554  | 550  | 582  | 667  | 623  | 573  | 563  | 553  |

| 1856 | 1861 | 1866 | 1872 | 1876 | 1881 | 1886 | 1891 | 1896 |
| ---- | ---- | ---- | ---- | ---- | ---- | ---- | ---- | ---- |
| 477  | 506  | 502  | 448  | 464  | 469  | 459  | 445  | 361  |

| 1901 | 1906 | 1911 | 1921 | 1926 | 1931 | 1936 | 1946 | 1954 |
| ---- | ---- | ---- | ---- | ---- | ---- | ---- | ---- | ---- |
| 328  | 322  | 257  | 212  | 242  | 244  | 230  | 199  | 250  |

| 1962 | 1968 | 1975 | 1982 | 1990 | 1999 | 2006 | 2008 | 2013 |
| ---- | ---- | ---- | ---- | ---- | ---- | ---- | ---- | ---- |
| 230  | 205  | 446  | 478  | 506  | 473  | 486  | 490  | 393  |

| 2018 | 2022 | - | - | - | - | - | - | - |
| ---- | ---- | - | - | - | - | - | - | - |
| 375  | 376  | - | - | - | - | - | - | - |

## Culture locale et patrimoine

### Lieux et monuments
- Château d'Autreville (XVIIIe siècle). Architecture classique, inscrit MH.

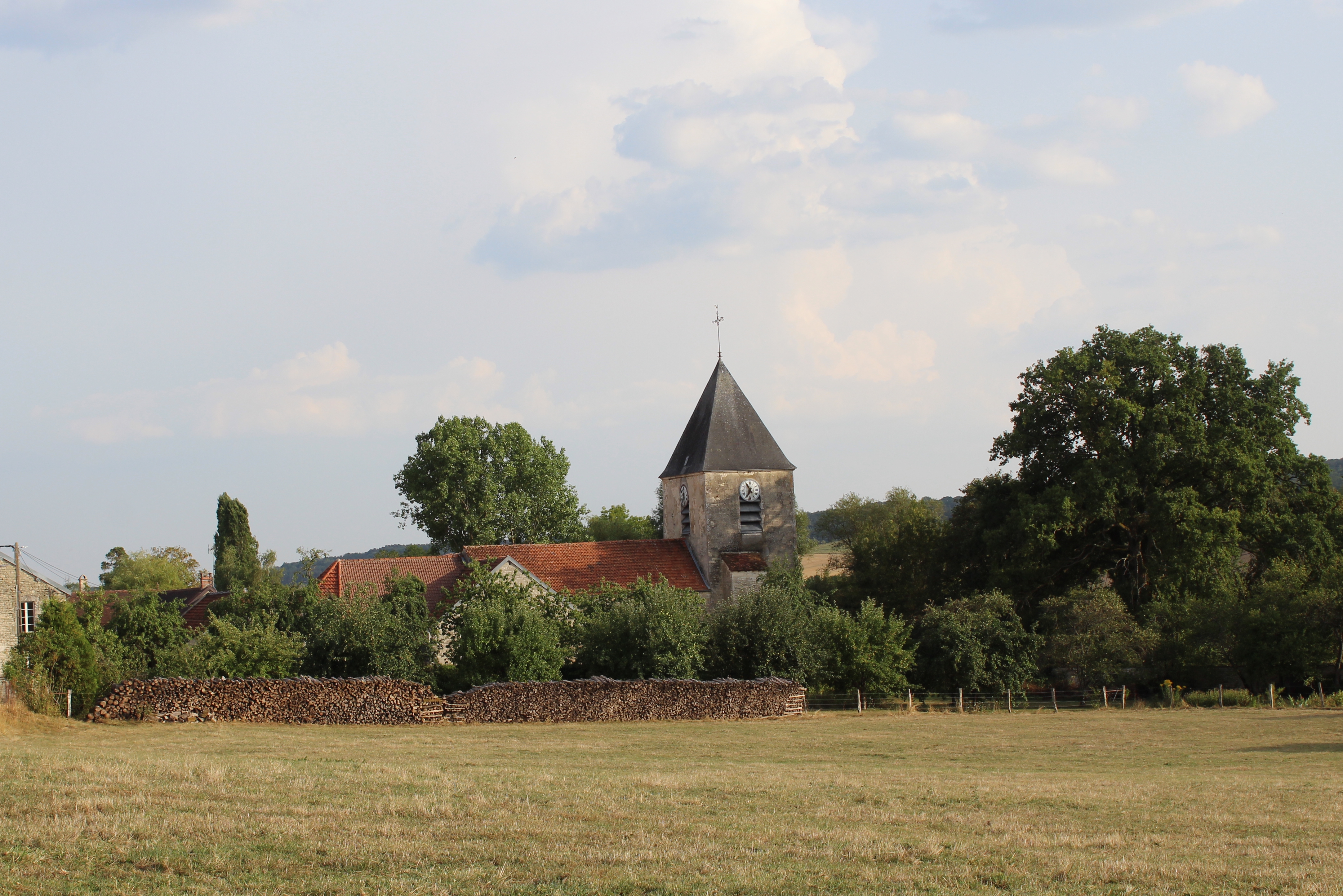
Vue de l'église.
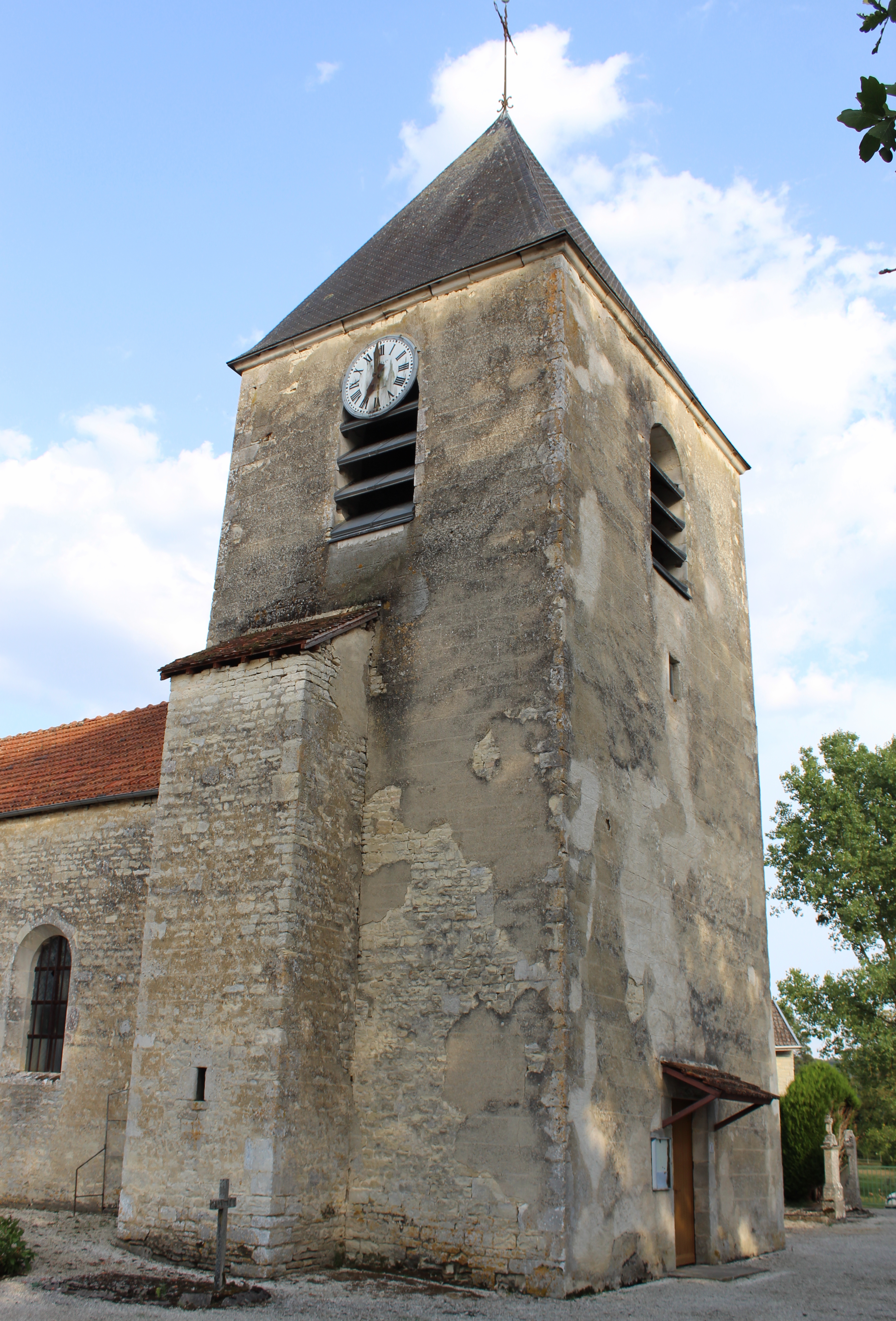
L'imposant clocher de l'église.
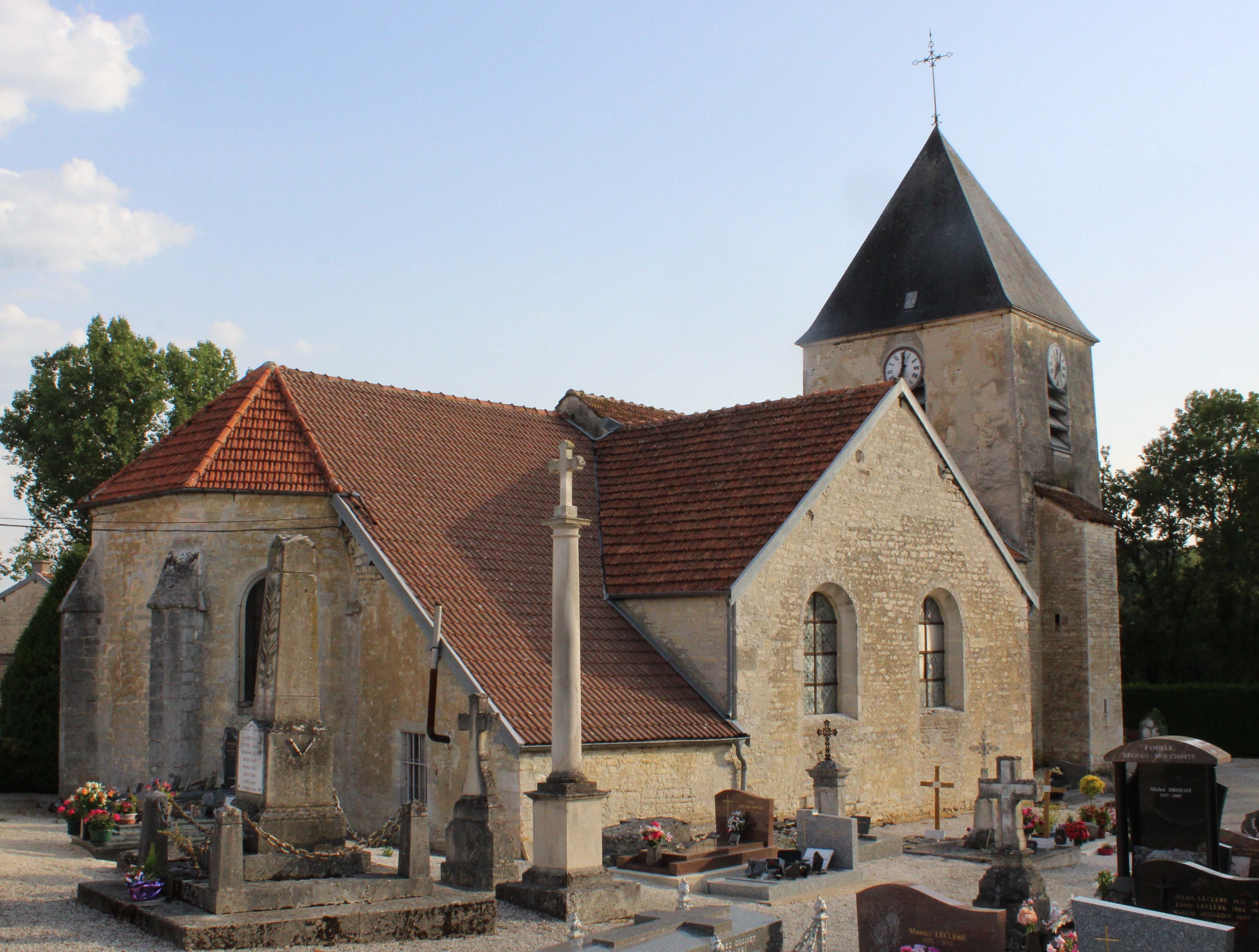
Vue de l'église.
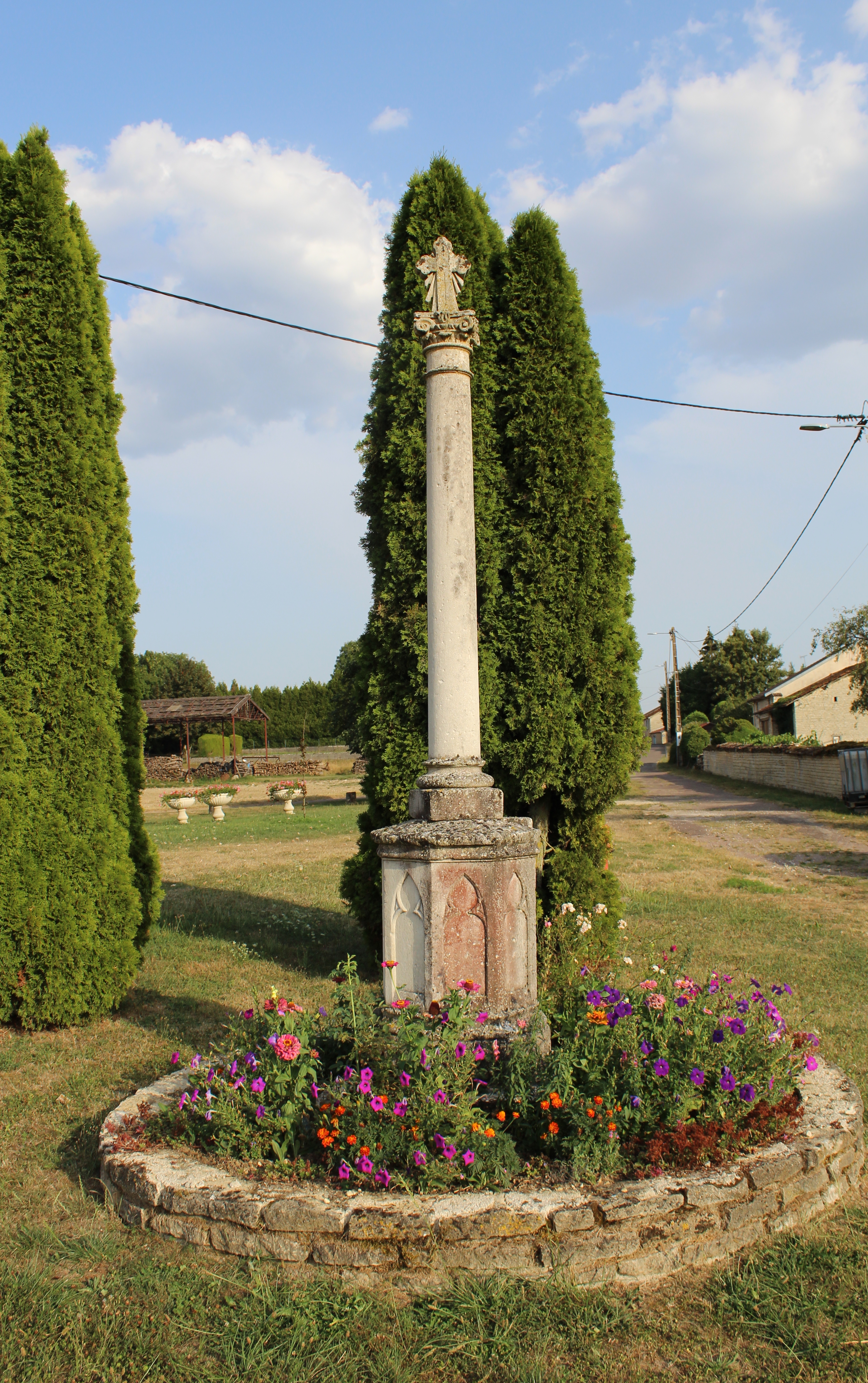
Le calvaire.

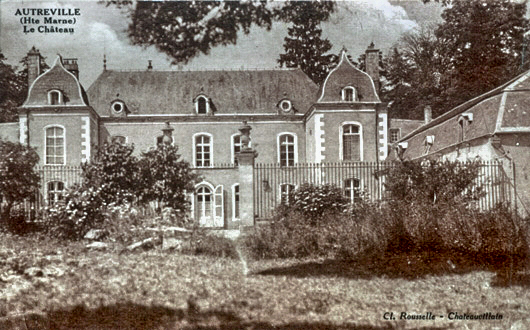
Château d'Autreville-sur-la-Renne.
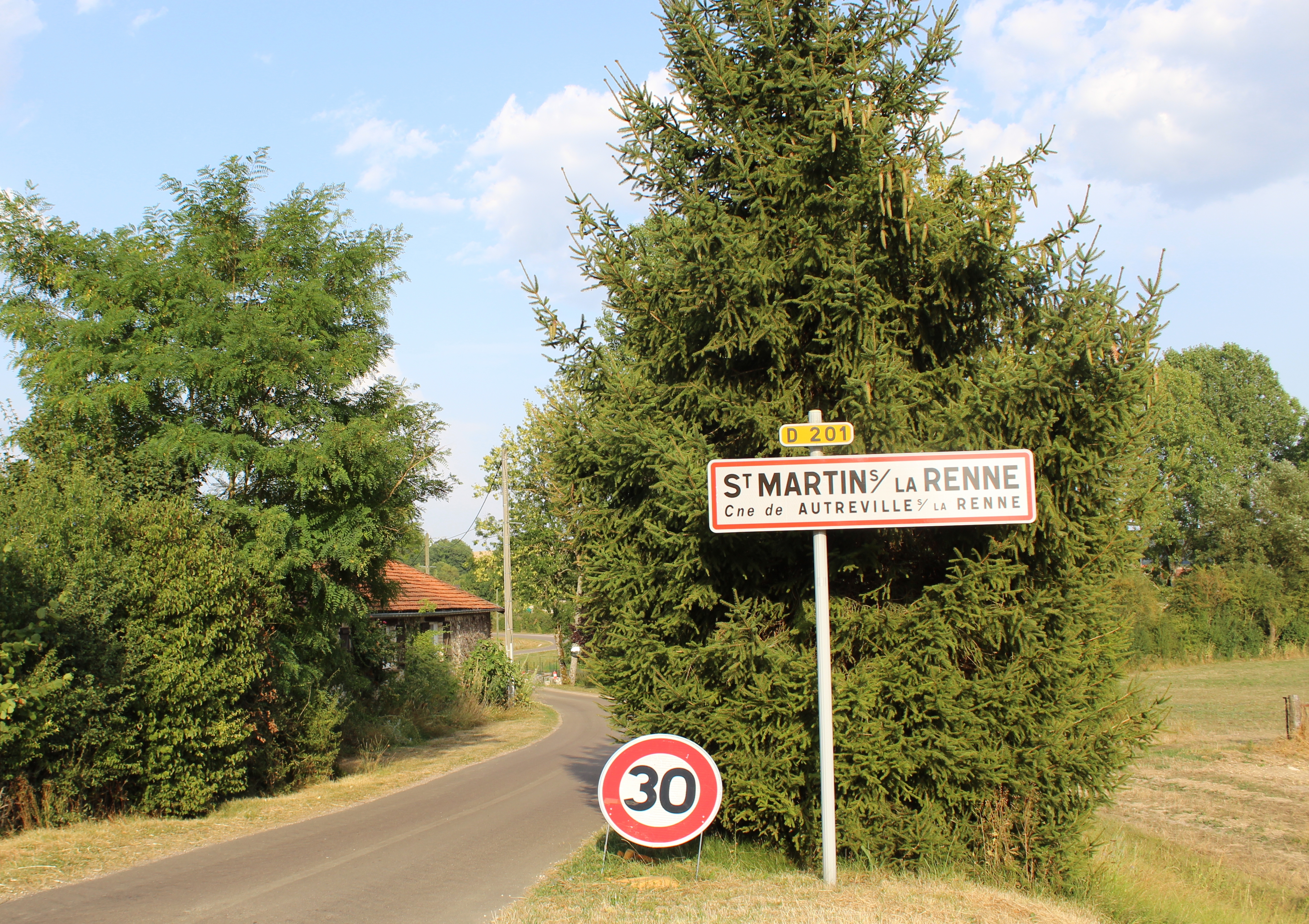
Entrée du village.
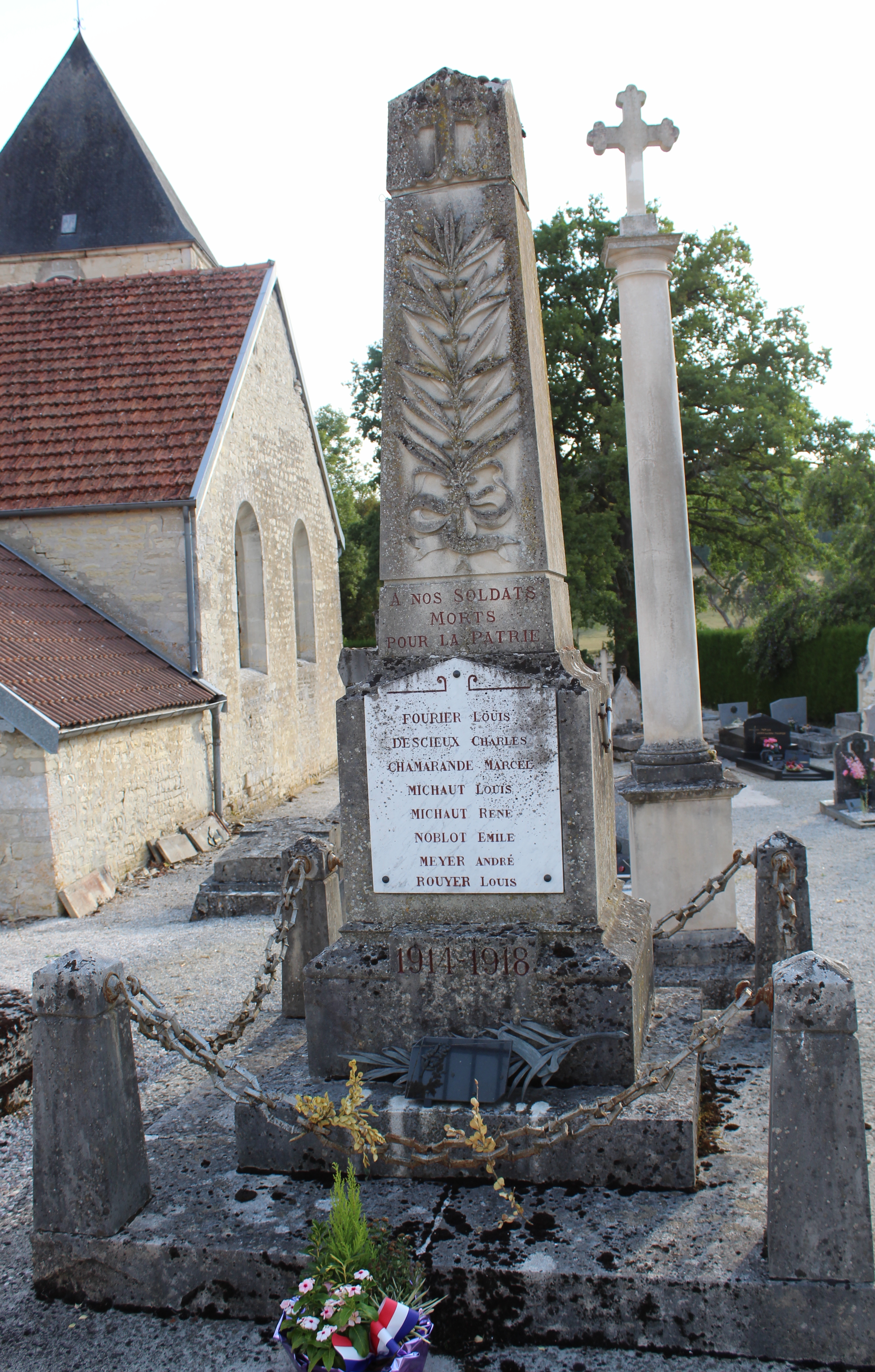
Le monument aux morts.
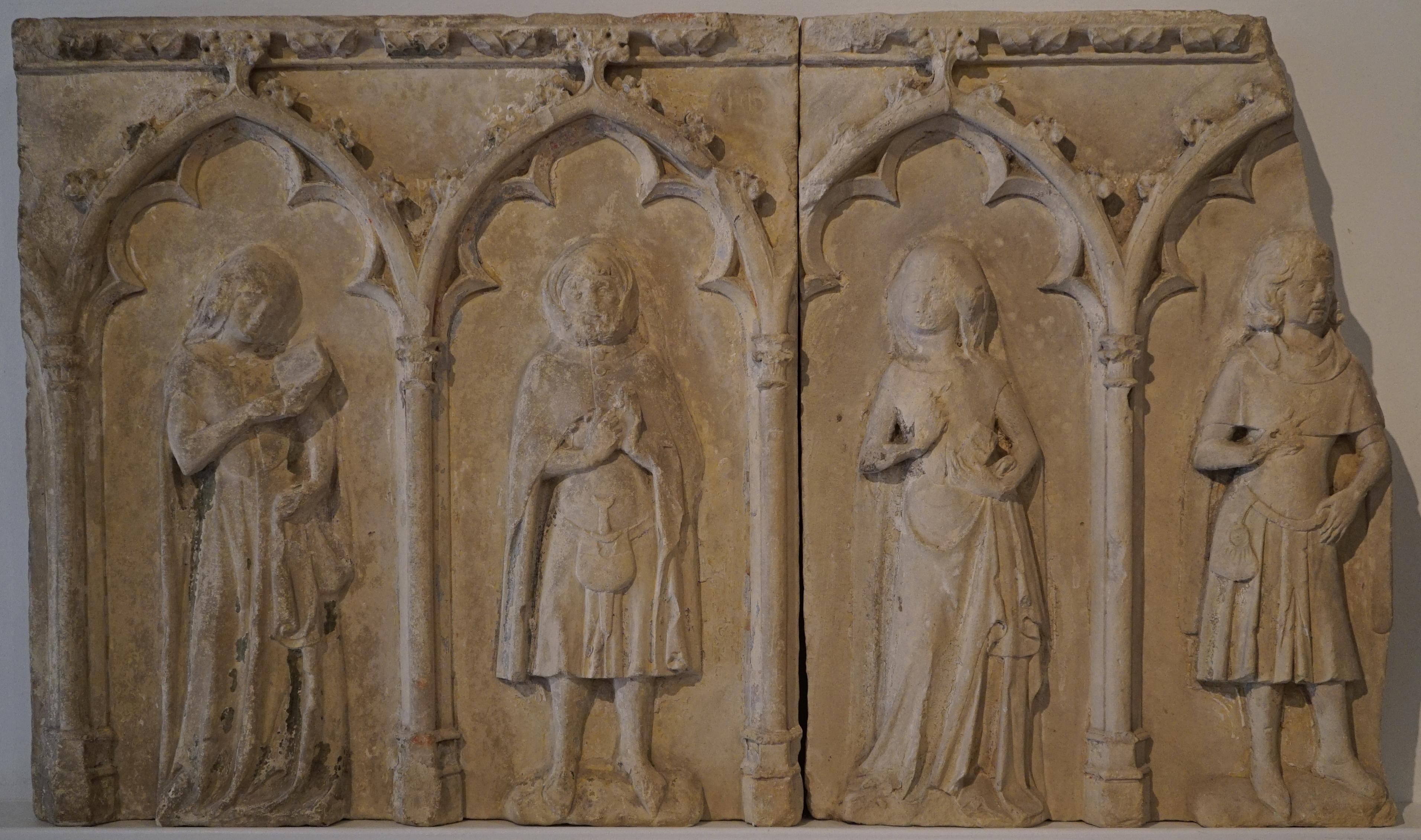
Bas relief au musée de Chaumont.

### Personnalités liées à la commune
- Jean le Bon, né à Autreville, était médecin de Charles IX et des Guise au XVIe siècle[23].

### Héraldique
| Armes de Autreville-sur-la-Renne | Les armes de Autreville-sur-la-Renne se blasonnent ainsi : Losangé d'or et de sable. |